# Hertugdømmet Kurland og Semgallen
Hertugdømmet Kurland og Semgallen er navnet på et hertugdømme i Baltikum, der eksisterede fra 1562 til 1569 som en vasalstat af Storfyrstendømmet Litauen og fra 1569 af Den polsk-litauiske realunion, men den 28. marts 1795 blev det annekteret af det Russiske Kejserrige som følge af den tredje af Polens tre delinger. Navnet blev også givet til en kortvarig stat, som eksisterede fra den 8. marts til den 22. september 1918. Se Hertugdømmet Kurland og Semgallen (1918).
56°38′11″N 23°42′55″Ø / 56.636388888889°N 23.715277777778°Ø